# سیکلیدهای کوتوله آمریکای جنوبی
سیکلیدهای کوتوله آمریکای جنوبی با نام علمی آپیستوگرام (Apistogramma)، یک سرده بزرگ از ماهیان آب شیرین از خانواده سیکلید است که در آمریکای جنوبی یافت می‌شود، اما معمولاً در آکواریوم‌ها نیز نگهداری می‌شود. آنها سیکلیدهای کوتوله‌ای هستند که بیشتر از جانداران کوچک تغذیه می‌کنند و رفتارهای پرورشی دارند که بسته به گونه دقیق آنها متفاوت است.

## محدوده، وضعیت حفاظتی و زیستگاه
آپیستوگرام منحصراً در مناطق گرمسیری و نیمه گرمسیری آمریکای جنوبی در مناطق پست شرق رشته کوه آند یافت می‌شوند. بیشترین غنا در غرب حوضه رود آمازون و حوزه اورینوکو است، اما گونه‌هایی در سپر گویان، حوضه آمازون شرقی، رودخانه‌هایی که در شمال برزیل به اقیانوس اطلس می‌ریزند مانند توکانتین و آراگوآیا تا رود پارنایبا و حوضه ریو د لا پلاتا نیز وجود دارد. اگرچه تعداد کمی از گونه‌ها گسترده هستند، اکثر اعضای این جنس دارای دامنه‌های کوچکی هستند. تعداد کمی از اعضای این جنس توسط اتحادیه بین‌المللی حفاظت از طبیعت(IUCN) ارزیابی شده‌اند، که عمدتاً یا به‌عنوان کمترین نگرانی (تهدید نشده) یا کمبود داده رتبه‌بندی شده‌اند (اطلاعات محدود موجود مانع از ارزیابی می‌شوند)، اما برخی از گونه‌های آپیستوگرام‌ها در موضعی بالاتر و احتمالاً در معرض تهدید هستند. اصلی‌ترین تهدیدهای اولیه برای بقای آنها در درجه اول جنگل زدایی است که باعث تغییر در زیستگاه کوچک آن‌ها می‌شود و تهدید مهم دوم آلودگی آب است که بعنوان مثال حفاری‌های نفت یا معدن باعث آلودگی زیستگاه آنها است.
آپیستوگرام‌ها عموماً در نهرها یا لبه رودخانه‌ها یا دریاچه‌ها زندگی می‌کند. اکثر آنها زیستگاه‌های سرپناه با بستر برگ در کف در آب را با حرکت کم و عمق کم، تا حدود ۴۰ سانتیمتر (۱٫۳ فوت) ترجیح می‌دهند. اگرچه تعداد کمی از گونه‌ها در عمق‌تر، در آب‌های سریع، در زیستگاه‌های بازتر یا در سطح در میان گیاهان شناور دیده می‌شوند.

## ریخت‌شناسی
آپیستوگرام‌ها سیکلیدهای کوتوله ای هستند که بالغین آنها بسته به گونه دقیق دارای اندازه ای بین ۲ و ۸ سانتیمتر (۰٫۸–۳٫۱ اینچ) هستند. بیشتر گونه‌ها از ظاهری دارای دودیسی جنسی (به شدت دوشکل) هستند، نرها عموماً بزرگ‌تر از ماده‌ها و دارای الگوهای رنگی متفاوتی نسبت به ماده‌ها (که حداقل در هنگام تولید مثل اغلب زرد با نشانه‌های سیاه است) هستند. در تعداد کمی از گونه‌ها این الگو معکوس بوده یا در تعداد اندکی جنسیت‌ها تقریباً مشابه است. علاوه بر این، آنها اغلب بسته به نوع رفتار به عنوان مثال هنگام جستجوی غذا، پرورش یا در هنگام برخوردهای تهاجمی، تغییر رنگ می‌دهند. گونه‌های کمی از جمله سیکلید کوتوله آقاسیز، سیکلید کوتوله کاکاتو، سیکلید کوتوله خط قرمز و سیکلید کوتوله مک مستر، به طور انتخابی توسط آکواریوم‌ها برای دستیابی به رنگ‌های روشن‌تر از فرم‌های طبیعی و وحشی پرورش داده شده‌اند.

## رفتار
آپیستوگرام‌ها همه چیز خوار هستند، اما تمایل به درندگی دارند. غذایی اصلی آنها شامل لارو حشرات آبزی و سایر بی مهرگان کوچک، بچه ماهی، جلبک و بقایای گیاهان است.
مراقبت از نوزادان در آپیستوگرام‌ها مانند اکثر سیکلیدها بسیار توسعه یافته‌است. تقریباً همه گونه‌ها در شکاف‌ها (غارهای کوچک)، معمولاً در سوراخ‌های کنده‌ها یا شاخه‌های غرق‌شده، یا در انبوه برگهای بستر تخم‌ریزی می‌کنند. تعدادی از استراتژی‌های پرورشی در این جنس وجود دارد. برخی از گونه‌ها در حرمسراهای چندهمسری تولید مثل می‌کنند، در حالی که گونه‌های دیگر جفت‌های تک همسری تشکیل می‌دهند. سه گونه از گونه‌های توصیف‌شده به اسامی A. barlowi , A. megastoma و A. pantalone به روش دهان‌پروری توسط هر دوی والدین یا فقط توسط جنس ماده انجام می‌دهند. در بیشتر موارد، صرف نظر از استراتژی پرورش، ماده بیشتر درگیر مراقبت از تخم‌ها و بچه‌ها است، در حالی که نر از قلمرو در برابر شکارچیان دفاع می‌کند. جنسیت بچه ماهی تحت تأثیر شرایط آب قرار می‌گیرد: در همه گونه‌هایی که مورد مطالعه قرار گرفته‌اند، تعیین جنسیت به دمای آب بستگی دارد، آب گرم تر باعث تولید نر بیشتر می‌شود. همین‌طور در برخی گونه‌ها، آب اسیدی تر (PH پایین‌تر) نیز باعث افزایش نر می‌شود.

## طبقه‌بندی و گونه‌ها

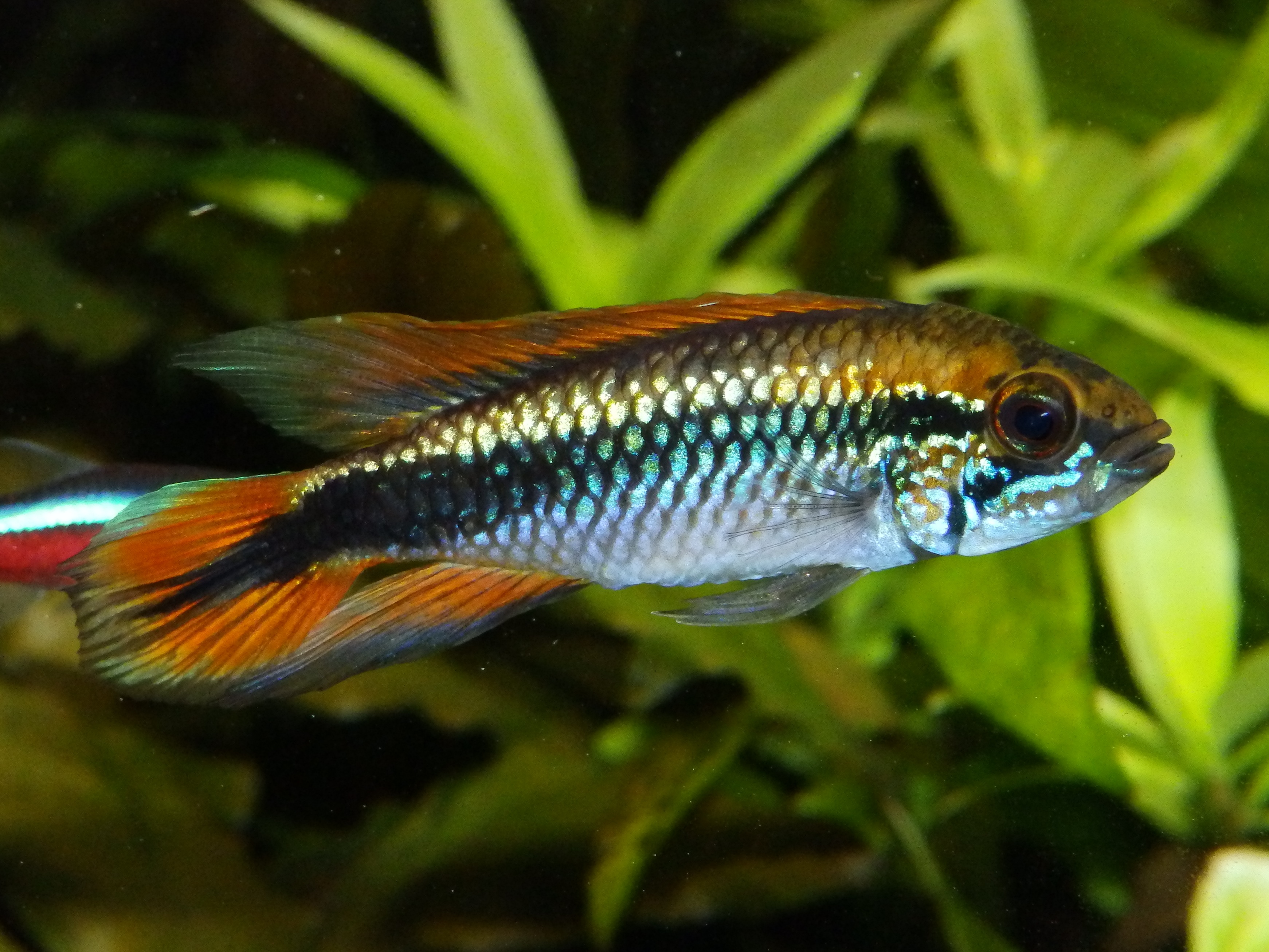
سیکلید کوتوله آگاسیز نر

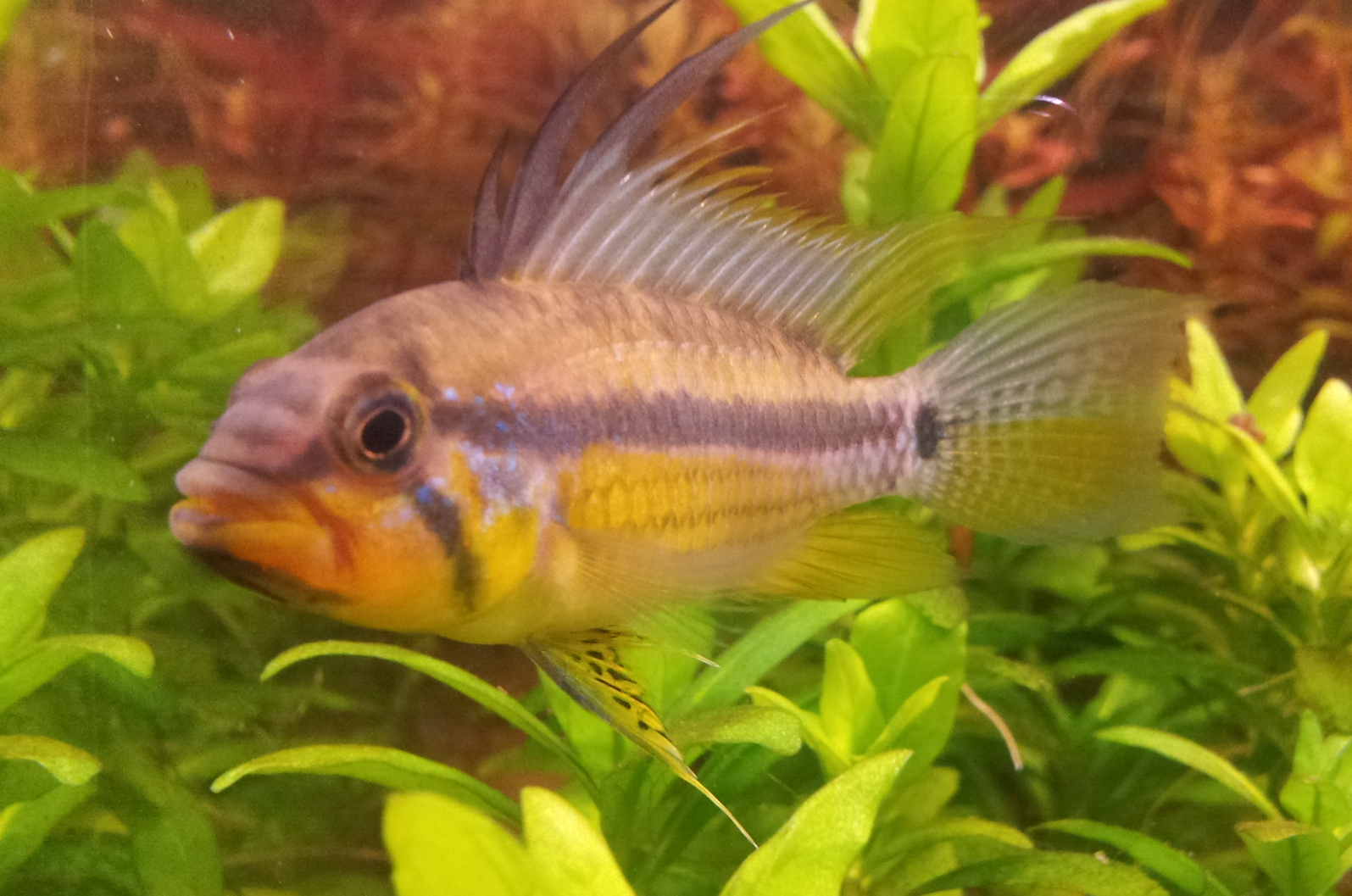
Apistogramma allpahuayo نر

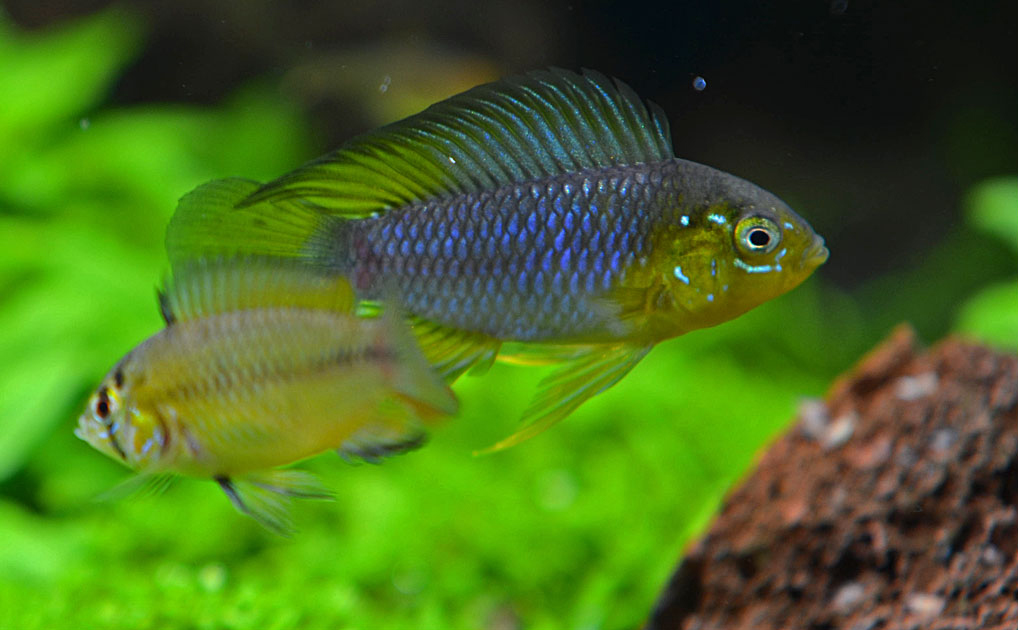
یک جفت سیکلید چتری کوتوله

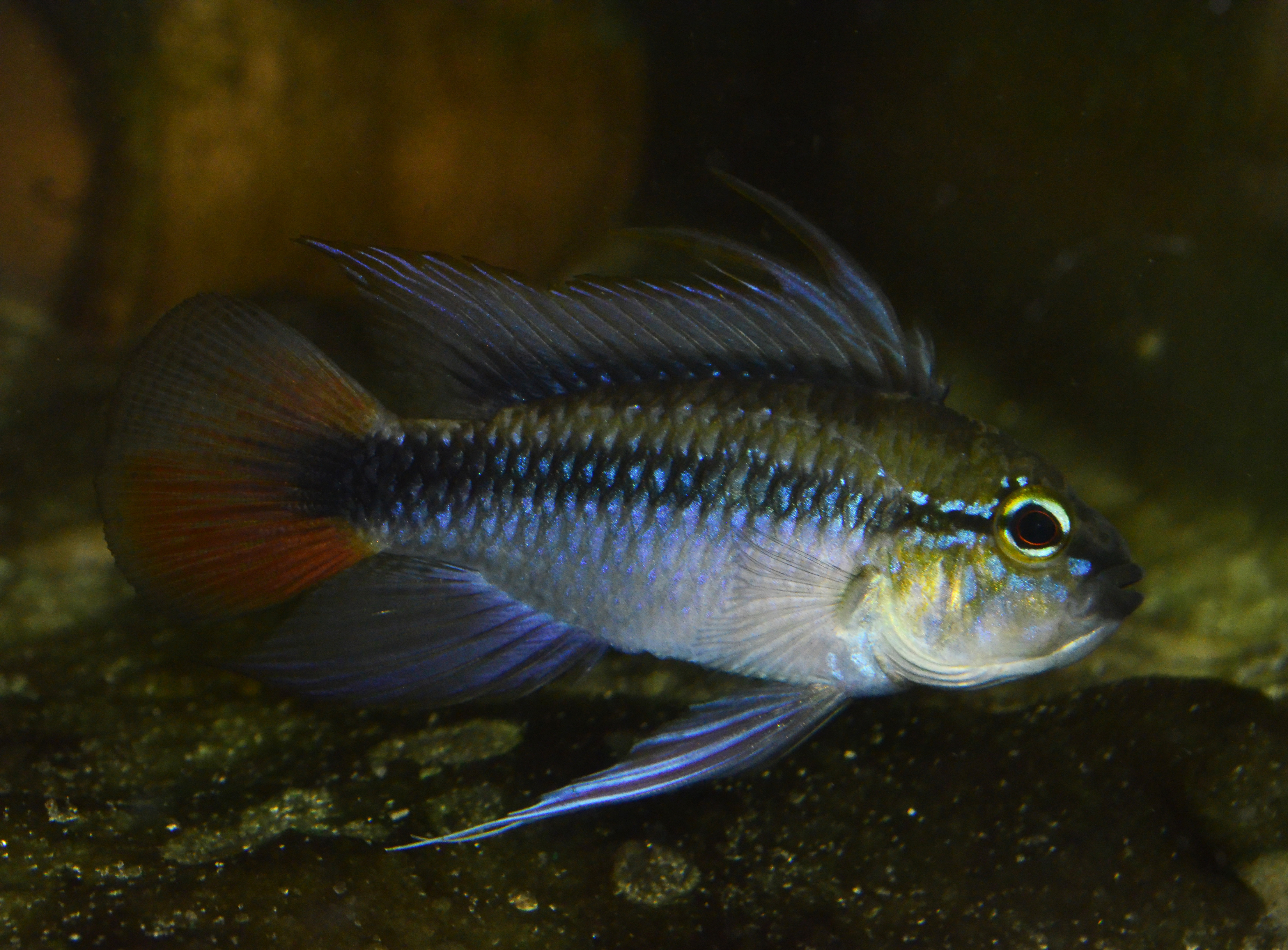
Apistogramma erythrura نر

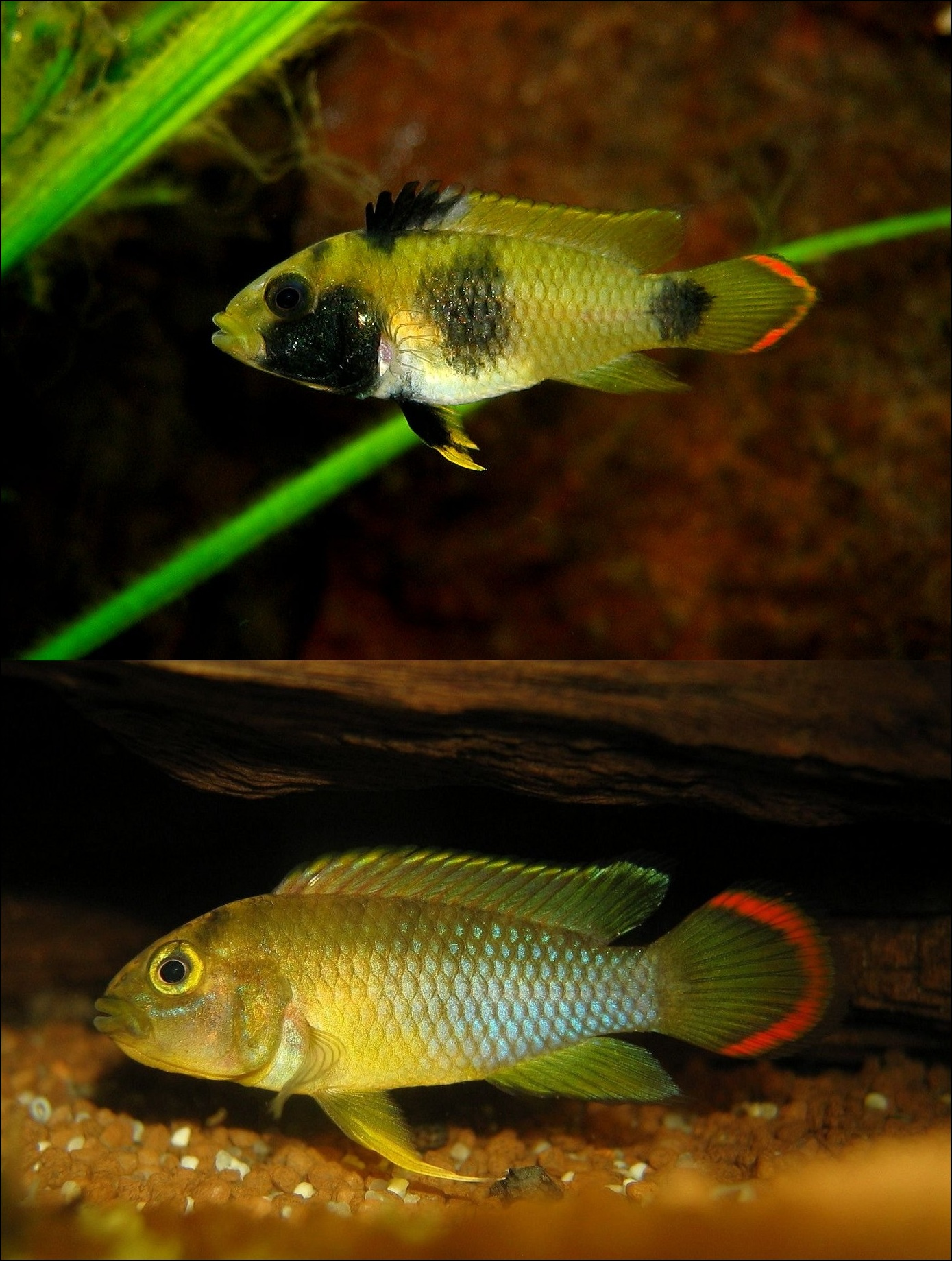
یک جفت سیکلید کوتوله پاندای نر و ماده

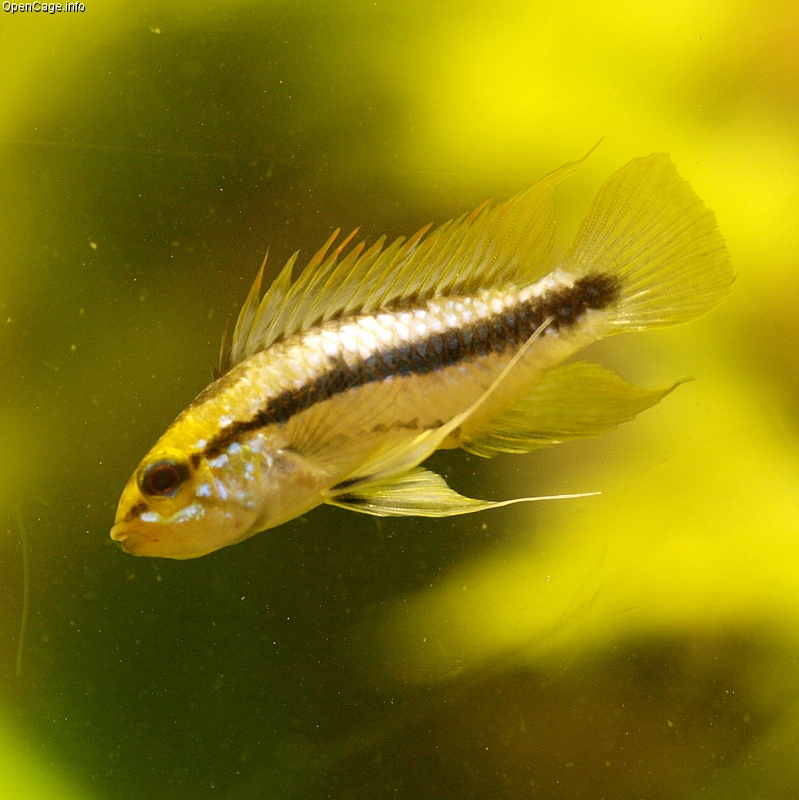
سیکلید کوتوله سه خط، نر

آپیستوگرام‌ها بخشی از ژئوفاگینی است و نزدیکترین خویشاوندان آن آپیستوگراموئیدها و تائنیاکارا هستند. تا به امروز نزدیک به ۹۳ گونه آپیستوگرام شناخته شده‌است، که آنها را به همراه کرنیسیچلا غنی‌ترین جنس سیکلید در قاره آمریکا می‌کند. گونه‌های جدید این جنس به‌طور منظم توصیف می‌شوند. چندین گونه از گونه‌های شناخته‌شده در بیش از یک شکل ظاهر می‌شوند، و برخی از این گونه‌ها در واقع ممکن است گونه‌های جداگانه‌ای را نشان دهند. بررسی آرایخ‌شناسی جامع جنس ضروری است. این جنس بر اساس شکل ظاهری و رابطه تبارزایی گونه‌های مختلف، گاهی به زیر گروه‌هایی تقسیم می‌شود.